# 国鉄チム1形貨車 (初代)
国鉄チム1形貨車（こくてつチム1がたかしゃ）は、かつて日本国有鉄道（国鉄）の前身である鉄道省に在籍した15 t 積みの長物車である。

## 概要
1928年（昭和3年）5月の車両称号規程改正によりケタ20形 6両はチム1形（チム1 - チム6）に形式名変更された。
ケタ20形は、山陽鉄道が1906年（明治39年）12月1日に国有化され、この際引き継がれた車両6両（792,808,845,860,1094,1197）が1911年（明治44年）車両称号規程により形式化され誕生した形式である。「ケタ」は鉄桁運搬車を表し同車種ではケタ20形の1形式のみが存在した。1928年（昭和3年）の車両称号規程では鉄桁運搬車は廃止され長物車に区分された。
走行装置は三軸車であり、床板の上に回転枕木をそなえている。車体塗色は黒一色、寸法関係は、全長は6,223 mm、全幅は2,311 mm、全高は1,784 mm、自重は6.8 t - 7.0 t である。
最後まで在籍した車両が1932年（昭和7年）に廃車になり形式消滅した。